# Пак Джэмён
Пак Джэмён (кор. 박 재명; род. 15 декабря 1981, Республика Корея) — южнокорейский легкоатлет, специалист по метанию копья. Выступал на профессиональном уровне в 1999—2017 годах, обладатель бронзовой медали Всемирной Универсиады, чемпион Азиатских игр, серебряный и бронзовый призёр чемпионатов Азии, многократный чемпион Южной Кореи, действующий рекордсмен страны, участник двух летних Олимпийских игр.

## Биография
Пак Джэмён родился 15 декабря 1981 года.
Первого серьёзного успеха в лёгкой атлетике на международном уровне добился в сезоне 1999 года, когда вошёл в состав южнокорейской сборной и выступил на юниорском азиатском первенстве в Сингапуре, где в зачёте метания копья выиграл бронзовую медаль.
В 2000 году в той же дисциплине стал бронзовым призёром на юниорском мировом первенстве в Сантьяго.
В 2001 году взял бронзу на Восточноазиатских играх в Осаке. Будучи студентом, представлял Южную Корею на Всемирной Универсиаде в Пекине, в финал здесь не вышел.
В 2002 году кроме победы на национальном первенстве завоевал бронзовую награду на чемпионате Азии в Коломбо, был четвёртым на домашних Азиатских играх в Пусане.
В 2003 году занял четвёртое место на Всемирной Универсиаде в Тэгу и на чемпионате Азии в Маниле, стал пятым на Афро-Азиатских играх в Хайдарабаде.
В марте 2004 года на чемпионате Новой Зеландии в Веллингтоне превзошёл всех соперников в метании копья и установил ныне действующий рекорд Южной Кореи — 83,99 метра. Удостоился права защищать честь страны на летних Олимпийских играх в Афинах — на предварительном квалификационном этапе метнул копьё на 72,70	 метра, чего оказалось недостаточно для выхода в финал.
На Азиатских играх 2006 года в Дохе с результатом 79,30 одержал победу.
В 2007 году среди прочего получил серебро на чемпионате Азии в Аммане.
Принимал участие в Олимпийских играх 2008 года в Пекине — в программе метания копья показал результат 76,63 и в финал не вышел.
В 2009 году выиграл бронзовую медаль на Всемирной Универсиаде в Белграде, метал копьё на чемпионате мира в Берлине.
В 2010 году стал серебряным призёром на Азиатских играх в Гуанчжоу.
В 2011 году был вторым на чемпионате Азии в Кобе.
На домашних Азиатских играх 2014 года в Инчхоне метнул копьё на 74,68 метра и занял восьмое место.
Завершил спортивную карьеру по окончании сезона 2017 года.